# Département Barh Sara
Das Département Barh Sara ist ein Département im Süden des Tschad. Es liegt im südlichen Teil der Provinz Mandoul an der Grenze zur Zentralafrikanischen Republik, die Hauptstadt ist Moïssala. Beim Zensus im Jahr 2009 wurden 64.822 Einwohner gezählt. Benannt ist es nach dem Fluss Ouham, dessen Alternativname Barh Sara ist.

## Verwaltungsuntergliederung
Das Département ist in fünf Unterpräfekturen unterteilt:
- Moïssala
- Béboro
- Békourou
- Bouna
- Dembo